# 1. florbalová liga žen 1998/1999
1. florbalová liga žen 1998/1999 byla 5. ročníkem nejvyšší ženské florbalové soutěže v Česku.
Byla to první sezóna ženské nejvyšší soutěže, ve které se hrálo play-off, zatím jen od semifinále na dva vítězné zápasy.
Vítězem ročníku se stejně jako ve všech předchozích čtyřech ročnících stal tým Tatran Střešovice po porážce týmu 1. SC SSK Vítkovice ve finále. Tatran si svým vítězstvím zajistil účast na Evropském poháru, kde získal třetí místo, první českou mezinárodní florbalovou medaili.

## Základní část
| Poř. | Tým                  | Záp. | Výh. | Rem. | Pro. | Branky    | Body |
| ---- | -------------------- | ---- | ---- | ---- | ---- | --------- | ---- |
| 1.   | 1. SC SSK Vítkovice  | 18   | 15   | 2    | 1    | 85 : 251  | 32   |
| 2.   | Sparta Praha         | 18   | 15   | 1    | 2    | 88 : 261  | 31   |
| 3.   | Tatran Střešovice    | 18   | 12   | 5    | 1    | 80 : 231  | 29   |
| 4.   | Děkanka Praha        | 18   | 10   | 3    | 5    | 57 : 301  | 23   |
| 5.   | FBC Liberec          | 18   | 9    | 1    | 8    | 66 : 471  | 19   |
| 6.   | 1. FbK Jablonec n.N. | 18   | 7    | 0    | 11   | 47 : 861  | 14   |
| 7.   | VSK VŠB-TU Ostrava   | 18   | 6    | 1    | 11   | 55 : 581  | 13   |
| 8.   | Bulldogs Brno        | 18   | 6    | 0    | 12   | 48 : 621  | 12   |
| 9.   | Slavia TU Liberec    | 18   | 2    | 0    | 16   | 30 : 1011 | 4    |
| 10.  | Florbal Havířov      | 18   | 1    | 1    | 16   | 26 : 1241 | 3    |

## Play-off
Jednotlivá kola play-off se hrála na dva vítězné zápasy. O třetí místo se hrál jeden zápas.

### Semifinále
1. SC SSK Vítkovice – 1. HFK Děkanka Inservis 2 : 0 na zápasy (3:2p, 1:0)
AC Sparta Praha CIEB – Tatran Střešovice 1 : 2 na zápasy (3:4, 3:2, 1:2p)

## Finále
Tatran Střešovice – 1. SC SSK Vítkovice 2 : 1 na zápasy (3:0, 2:3, 3:0)

### O 3. místo
Na jeden zápas.
AC Sparta Praha CIEB – 1. HFK Děkanka Inservis 4 : 2

### Konečná tabulka
| Pořadí           | Tým                     |
| ---------------- | ----------------------- |
| Zlatá medaile    | Tatran Střešovice       |
| Stříbrná medaile | 1. SC SSK Vítkovice     |
| Bronzová medaile | AC Sparta Praha CIEB    |
| 4.               | 1. HFK Děkanka Inservis |